# Claryville (Kentucky)
Claryville es un lugar designado por el censo ubicado en el condado de Campbell en el estado estadounidense de Kentucky. En el Censo de 2010 tenía una población de 2355 habitantes y una densidad poblacional de 131 personas por km².

## Geografía
Claryville se encuentra ubicado en las coordenadas 38°54′51″N 84°24′37″O / 38.91417, -84.41028. Según la Oficina del Censo de los Estados Unidos, Claryville tiene una superficie total de 17.98 km², de la cual 17.98 km² corresponden a tierra firme y (0%) 0 km² es agua.

## Demografía
Según el censo de 2010, había 2355 personas residiendo en Claryville. La densidad de población era de 131 hab./km². De los 2355 habitantes, Claryville estaba compuesto por el 98.47% blancos, el 0.47% eran afroamericanos, el 0.08% eran amerindios, el 0.3% eran asiáticos, el 0.04% eran isleños del Pacífico, el 0.17% eran de otras razas y el 0.47% pertenecían a dos o más razas. Del total de la población el 0.59% eran hispanos o latinos de cualquier raza.